# Jean Taris
Jean Charles Émile Taris (ur. 6 lipca 1909 w Wersalu, zm. 10 stycznia 1977 w Grasse) – francuski pływak, medalista Letnich Igrzysk Olimpijskich 1932 w Los Angeles.
Podczas igrzysk olimpijskich w 1928 roku startował na dystansie 1500 metrów st. dowolnym oraz w sztafecie 4 × 200 metrów, jednak w obu konkurencjach odpadł w eliminacjach. Cztery lata później zdobył srebrny medal w wyścigu na 400 m st. dowolnym. Na igrzyskach w 1936 w Berlinie w dwóch konkurencjach pływackich 400 i 4 × 200 metrów st. dowolnym zajął odpowiednio 6 i 4. miejsce.
Na mistrzostwach Europy w 1931 zdobył srebrny medal na dystansie 400 m st. dowolnym, a trzy lata później na mistrzostwach Europy w Magdeburgu zdobył dwa złote medale na dystansach 400 i 1500 m st. dowolnym.
W 1984 został wprowadzony do International Swimming Hall of Fame.

## Igrzyska olimpijskie
| Miejsce    | Data             | Miejscowość | Konkurencja            | Wynik   | Zwycięzca         |
| ---------- | ---------------- | ----------- | ---------------------- | ------- | ----------------- |
| eliminacje | 4 sierpnia 1928  | Amsterdam   | 1500 m st. dowolnym    | b.d.    | Arne Borg         |
| eliminacje | 11 sierpnia 1928 | Amsterdam   | 4 × 200 m st. dowolnym | 10:31,4 | Stany Zjednoczone |
| 2.         | 10 sierpnia 1932 | Los Angeles | 400 m st. dowolnym     | 4:48,5  | Buster Crabbe     |
| 6.         | 13 sierpnia 1932 | Los Angeles | 1500 m st. dowolnym    | 20:09,7 | Kusuo Kitamura    |
| 6.         | 12 września 1936 | Berlin      | 400 m st. dowolnym     | 4:53,8  | Jack Medica       |
| 4.         | 11 września 1936 | Berlin      | 4 × 200 m st. dowolnym | 9:18,2  | Japonia           |